# Dryaderces pearsoni
Espèce
Synonymes
- Hyla pearsoni Gaige, 1929
- Osteocephalus pearsoni (Gaige, 1929)

Statut de conservation UICN

 LC  : Préoccupation mineure
Dryaderces pearsoni est une espèce d'amphibiens de la famille des Hylidae.

## Répartition
Cette espèce est endémique du Nord de la Bolivie.

## Étymologie
Cette espèce est nommée en l'honneur de Nathan Everett Pearson.

## Publication originale
- Gaige, 1929 : Three new tree-frogs from Panama and Bolivia. Occasional Papers of the Museum of Zoology, University of Michigan, no 207, p. 1-6 (texte intégral).